# Pippa Wilson
Philippa Claire "Pippa" Wilson (ur. 7 lutego 1986) – brytyjska żeglarka sportowa, mistrzyni olimpijska z Pekinu, dwukrotna mistrzyni świata.
Startuje w klasie Yngling. Igrzyska w 2008 były jej pierwszą olimpiadą. Załogę tworzyły również Sarah Ayton i Sarah Webb. W 2007 i 2008 zdobywała złoto na mistrzostwach świata, w 2008 zwyciężyła również na mistrzostwach Europy.